# LeRoy Abrams
Pour les articles homonymes, voir Abrams.
LeRoy Abrams' (1874–1956) est un botaniste américain et auteur,. Il était professeur de botanique à l'université Stanford. Il a écrit et illustré une Flore illustrée des États du Pacifique en quatre volumes, le dernier volume étant publié à titre posthume, après compilation et édition par Roxanna Ferris.
Lui et sa femme avaient une maison surplombant la vallée de Santa Clara. Leur unique enfant, une fille, est décédée avant lui.